# Literata
Literata — свободно распространяемая шрифтовая гарнитура, выполненная в виде старостильной антиквы, заказанная Google и разработанная независимой словолитней TypeTogether. Выпущена в 2015 году, чтобы стать семейством шрифтов по умолчанию в Google Play Books, начиная с версии 3.4.5. Эта гарнитура была предназначена для создания уникальной визуальной идентичности приложения Play Books, подходящей для различных размеров и разрешений экрана, программного обеспечения для рендеринга. При создании гарнитуры дизайнеры вдохновлялись прямыми и шотландских шрифтами.
Первоначально Literata включала два разных начертания (обычный и жирный), а также соответствующие им вертикальные курсивы. Начиная с версии 2.1, названной Literata Book, получила два дополнительных начертания (средний и полужирный), капитель, старостильные (минускульные) символы цифр по умолчанию, а также обрела вариативные версии.
Включает поддержку расширенной латиницы, греческих и кириллических алфавитов. По сравнению с прежним шрифтом Play Books — Droid Serif — Literata имеет меньший рост строчных знаков и более высокие выносные элементы.
7 декабря 2018 года стал доступен открытый исходный код под лицензией OFL SIL на GitHub.